# Comitatele ceremoniale ale Angliei
Comitatele Ceremoniale  sau comitatele și zonele in scopul locotenenței sau Zone de Locotenență sunt subdiviziuni ale Angliei, numite uneori Comitate Geografice sau simplu comitate. Fiecare comitat are numit un Lord Locotenent care este reprezentantul Coroanei Britanice în respectivul comitat. Aceste comitate sunt folosite de majoritatea oamenilor pentru a se descrie locul unde locuiesc în Anglia. Cu toate acestea, multe nu sunt utilizate ca subunități administrative, deoarece fie sunt prea mari, fie cuprind arii urbane foarte populate. Ele sunt luate însă în considerație pentru a determina circumscripțiile electorale.
Comitatele au început să fie formate încă din secolul al XII-lea iar de-a lungul timpului structura și funcțiile acestora s-a schimbat. În anii 1960 a devenit evidentă necesitatea de a reforma sistemul comitatelor istorice, astfel că în 1972 acestea sunt reorganizate sub forma actuală în comitate metropolitane și nemetropolitane. În 1986 consillile comitatelor metropolitane sunt desființate iar în 1992 majoritatea zonelor urbane ce nu au făcut parte din comitatele metropolitane sunt reorganizate sub forma Autorităților Unitare, separate de comitatul înconjurător. 
|  |

Zone de Locotenență sau comitate ceremoniale  începând din 1997
Acestea sunt în număr de 48:
| County for the purposes of the lieutenancies | Population (2018)          | Population (2018) | Area  | Area    | Area | Density | Density  | Density | Composition Metropolitan and non-metropolitan counties or unitary authority areas                                                  |
| County for the purposes of the lieutenancies | No.                        | Rank              | (km2) | (sq mi) | Rank | (/km2)  | (/sq mi) | Rank    | Composition Metropolitan and non-metropolitan counties or unitary authority areas                                                  |
| -------------------------------------------- | -------------------------- | ----------------- | ----- | ------- | ---- | ------- | -------- | ------- | --- |
| Bedfordshire                                 | 669,338                    | 36th              | 1,235 | 477     | 41st | 542     | 1,400    | 13th    | Bedford, Central Bedfordshire and Luton                                                                                            |
| Berkshire                                    | 911,403                    | 24th              | 1,262 | 487     | 40th | 722     | 1,870    | 10th    | Bracknell Forest, Reading, Slough, West Berkshire, Windsor and Maidenhead and Wokingham                                            |
| Bristol                                      | 463,405                    | 43rd              | 110   | 42      | 47th | 4,224   | 10,940   | 2nd     | Bristol |
| Buckinghamshire                              | 808,666                    | 30th              | 1,874 | 724     | 32nd | 432     | 1,120    | 22nd    | Buckinghamshire and Milton Keynes                                                                                                  |
| Cambridgeshire                               | 852,523                    | 28th              | 3,390 | 1,310   | 15th | 252     | 650      | 34th    | Cambridgeshire and Peterborough |
| Cheshire                                     | 1,059,271                  | 19th              | 2,343 | 905     | 25th | 452     | 1,170    | 21st    | Cheshire East, Cheshire West and Chester, Halton, and Warrington                                                                   |
| City of London                               | 8,706                      | 48th              | 2.90  | 1.12    | 48th | 2,998   | 7,760    | 4th     | City of London |
| Cornwall                                     | 568,210                    | 40th              | 3,562 | 1,375   | 12th | 160     | 410      | 41st    | Cornwall and the Isles of Scilly                                                                                                   |
| Cumbria                                      | 498,888                    | 41st              | 6,767 | 2,613   | 3rd  | 74      | 190      | 47th    | Cumbria |
| Derbyshire                                   | 1,053,316                  | 21st              | 2,625 | 1,014   | 21st | 401     | 1,040    | 25th    | Derbyshire and Derby |
| Devon                                        | 1,194,166                  | 11th              | 6,707 | 2,590   | 4th  | 178     | 460      | 39th    | Devon, Plymouth and Torbay |
| Dorset                                       | 772,268                    | 31st              | 2,653 | 1,024   | 20th | 274     | 710      | 32nd    | Dorset and Bournemouth, Christchurch and Poole                                                                                     |
| Durham                                       | 866,846[citation needed]   | 26th              | 2,676 | 1,033   | 19th | 324     | 840      | 28th    | County Durham, Darlington, Hartlepool and that part of Stockton-on-Tees north of the centre line of the River Tees                 |
| East Riding of Yorkshire                     | 600,259                    | 37th              | 2,477 | 956     | 23rd | 242     | 630      | 35th    | East Riding of Yorkshire and Kingston-upon-Hull                                                                                    |
| East Sussex                                  | 844,985                    | 29th              | 1,791 | 692     | 33rd | 472     | 1,220    | 20th    | East Sussex and Brighton and Hove                                                                                                  |
| Essex                                        | 1,832,752                  | 7th               | 3,670 | 1,420   | 11th | 499     | 1,290    | 15th    | Essex, Southend-on-Sea and Thurrock                                                                                                |
| Gloucestershire                              | 916,202                    | 23rd              | 3,150 | 1,220   | 16th | 291     | 750      | 30th    | Gloucestershire and South Gloucestershire                                                                                          |
| Greater London                               | 8,899,375                  | 1st               | 1,569 | 606     | 37th | 5,671   | 14,690   | 1st     | The London boroughs |
| Greater Manchester                           | 2,812,569                  | 3rd               | 1,276 | 493     | 39th | 2,204   | 5,710    | 5th     | Greater Manchester |
| Hampshire                                    | 1,844,245                  | 6th               | 3,769 | 1,455   | 9th  | 489     | 1,270    | 17th    | Hampshire, Portsmouth and Southampton                                                                                              |
| Herefordshire                                | 192,107                    | 45th              | 2,180 | 840     | 26th | 88      | 230      | 46th    | Herefordshire |
| Hertfordshire                                | 1,184,365                  | 13th              | 1,643 | 634     | 36th | 721     | 1,870    | 11th    | Hertfordshire |
| Isle of Wight                                | 141,538                    | 46th              | 380   | 150     | 46th | 372     | 960      | 26th    | Isle of Wight |
| Kent                                         | 1,846,478                  | 5th               | 3,738 | 1,443   | 10th | 494     | 1,280    | 16th    | Kent and Medway |
| Lancashire                                   | 1,498,300                  | 8th               | 3,075 | 1,187   | 17th | 487     | 1,260    | 19th    | Blackburn with Darwen, Blackpool and Lancashire                                                                                    |
| Leicestershire                               | 1,053,486                  | 20th              | 2,156 | 832     | 28th | 489     | 1,270    | 18th    | Leicestershire and Leicester |
| Lincolnshire                                 | 1,087,659                  | 18th              | 6,975 | 2,693   | 2nd  | 156     | 400      | 42nd    | Lincolnshire, North Lincolnshire and North East Lincolnshire                                                                       |
| Merseyside                                   | 1,423,065                  | 9th               | 647   | 250     | 43rd | 2,200   | 5,700    | 6th     | Merseyside |
| Norfolk                                      | 903,680                    | 25th              | 5,380 | 2,080   | 5th  | 168     | 440      | 40th    | Norfolk |
| North Yorkshire                              | 1,158,816[citation needed] | 14th              | 8,654 | 3,341   | 1st  | 134     | 350      | 44th    | Middlesbrough, North Yorkshire, Redcar and Cleveland, York and part of Stockton-on-Tees south of the centre line of the River Tees |
| Northamptonshire                             | 747,622                    | 33rd              | 2,364 | 913     | 24th | 316     | 820      | 29th    | North Northamptonshire and West Northamptonshire                                                                                   |
| Northumberland                               | 320,274                    | 44th              | 5,014 | 1,936   | 6th  | 64      | 170      | 48th    | Northumberland |
| Nottinghamshire                              | 1,154,195                  | 15th              | 2,159 | 834     | 27th | 535     | 1,390    | 14th    | Nottinghamshire and Nottingham |
| Oxfordshire                                  | 687,524                    | 35th              | 2,605 | 1,006   | 22nd | 264     | 680      | 33rd    | Oxfordshire |
| Rutland                                      | 39,697                     | 47th              | 382   | 147     | 45th | 104     | 270      | 45th    | Rutland |
| Shropshire                                   | 498,073                    | 42nd              | 3,488 | 1,347   | 13th | 143     | 370      | 43rd    | Shropshire and Telford and Wrekin                                                                                                  |
| Somerset                                     | 965,424                    | 22nd              | 4,170 | 1,610   | 7th  | 232     | 600      | 36th    | Bath and North East Somerset, North Somerset and Somerset                                                                          |
| South Yorkshire                              | 1,402,918                  | 10th              | 1,552 | 599     | 38th | 904     | 2,340    | 9th     | South Yorkshire |
| Staffordshire                                | 1,131,052                  | 17th              | 2,714 | 1,048   | 18th | 417     | 1,080    | 24th    | Staffordshire and Stoke-on-Trent                                                                                                   |
| Suffolk                                      | 758,556                    | 32nd              | 3,801 | 1,468   | 8th  | 200     | 520      | 38th    | Suffolk |
| Surrey                                       | 1,189,934                  | 12th              | 1,663 | 642     | 35th | 716     | 1,850    | 12th    | Surrey |
| Tyne and Wear                                | 1,136,371                  | 16th              | 540   | 210     | 44th | 2,105   | 5,450    | 7th     | Tyne and Wear |
| Warwickshire                                 | 571,010                    | 39th              | 1,975 | 763     | 31st | 289     | 750      | 31st    | Warwickshire |
| West Midlands                                | 2,916,458                  | 2nd               | 902   | 348     | 42nd | 3,235   | 8,380    | 3rd     | West Midlands |
| West Sussex                                  | 858,852                    | 27th              | 1,991 | 769     | 30th | 431     | 1,120    | 23rd    | West Sussex |
| West Yorkshire                               | 2,320,214                  | 4th               | 2,029 | 783     | 29th | 1,143   | 2,960    | 8th     | West Yorkshire |
| Wiltshire                                    | 720,060                    | 34th              | 3,485 | 1,346   | 14th | 207     | 540      | 37th    | Swindon and Wiltshire |
| Worcestershire                               | 592,057                    | 38th              | 1,741 | 672     | 34th | 340     | 880      | 27th    | |